# Катцер, Ганс
Ганс Катцер (нем. Hans Katzer; 31 января 1919, Кёльн — 18 июля 1996, Кёльн) — немецкий политик, министр труда и социального порядка Германии (1965—1969).

## Биография
С 1929 года состоял в католическом молодёжном союзе «Новая Германия», не смог окончить гимназию, поскольку в 1933 году отец остался без работы. Прошёл курс коммерции в текстильном производстве в профессиональном училище Мёнхенгладбаха. В 1938 году был мобилизован на работы, затем переведён на военную службу. В 1941—1942 годах участвовал в битве за Москву и перенёс тяжёлую пневмонию. Закончил войну лейтенантом пехоты.
В 1944 году принял активное участие в создании ХДС. С 1950 по 1963 год работал в Христианско-демократической ассоциации рабочих. В 1957 году избран в бундестаг и сохранял мандат до 1980 года, в 1960 году вошёл в федеральное правление ХДС.
26 октября 1965 года получил портфель министра труда во втором правительстве Людвига Эрхарда, 1 декабря 1966 года сохранил его при формировании правительства Кизингера. 21 октября 1969 года было сформировано правительство Вилли Брандта, в которое Катцер не вошёл.
С 1979 по 1984 год — депутат Европейского парламента. В 1979 году являлся членом Комитета по транспорту, с 1979 по 1982 год — заместитель председателя Европарламента, в 1983—1984 состоял в Делегации по связям с Китайской Народной Республикой.

## Труды
- Stabilität und Fortschritt. Wortlaut der Rede vor der Bundeskonferenz des Ständigen Ausschusses christlich-sozialer Arbeitnehmerkongresse am 1. Oktober 1966 in Nürnberg.
- Aspekte moderner Sozialpolitik. Köln 1969.
- Anpassung oder Integration? Zur gesellschaftlichen Situation älterer Menschen. Eichholz 1973.
- Soziale Partnerschaft. In: Rainer Barzel (Hg.): Sternstunden des Parlaments. Heidelberg 1989, S. 223—246.